# One North End Avenue
El One North End Avenue es un edificio de oficinas y el único edificio financiero que no es una torre del que fuera el World Financial Center, en el Bajo Manhattan de Nueva York. Está situado en la costa de Battery Park City y el río Hudson y frente al 250 Vesey Street. Sirve de sede y centro de operaciones de la Bolsa Mercantil de Nueva York.
La Bolsa Mercantil de Nueva York se trasladó del 4 World Trade Center al One North End Avenue en 1997, después de que los directores de la bolsa consideraran la posibilidad de trasladarse a Nueva Jersey durante varios años. En la mañana del martes 11 de septiembre de 2001, el edificio sufrió daños menores y temblores por el choque de los aviones y el posterior colapso de las Torres Gemelas. 
Todo el edificio, como los circundantes que conformaron la llamada zona cero, fueron evacuados al poco tiempo para evitar una tragedia aún mayor. Después del 11-S, el tejado mantiene ondeando cuatro banderas estadounidenses, una en cada esquina, como recuerdo de la libertad y en memoria de los fallecidos en los atentados terroristas.
En 2013 Brookfield Properties compró el edificio por 200 millones de dólares y lo fusionó con el resto del complejo.